# جینا لوکنکمپر
جینا لوکنکمپر (آلمانی: Gina Lückenkemper؛ زادهٔ ۲۱ نوامبر ۱۹۹۶) دونده سرعت زن اهل آلمان است.
از باشگاه‌هایی که در آن بازی کرده است می‌توان به باشگاه شارلوتنبرگ برلین اشاره کرد.
وی در مسابقات کشوری و بین‌المللی در مجموع برندهٔ ۱ مدال برنز شده است.